# Загребельный, Сергей Николаевич (шахматист)
Сергей Николаевич Загребельный (род. 9 апреля 1965, Чирчик, Ташкентская область) — узбекский шахматист, гроссмейстер (1993).
В составе сборной Узбекистана участник 6-и Олимпиад (1992—2002), серебряный призёр Олимпиады 1992 года в Маниле.

## Спортивные результаты
В 1988 и 1990 годах выигрывал Чемпионат Узбекистана по шахматам. В 1992 году, в составе сборной Узбекистана, выиграл 2 серебряные медали (в личном и командном зачетах) на 30 шахматной олимпиаде. Он также выступал за сборную Узбекистана на шахматных олимпиадах в 1994, 1996, 1998, 2000, и 2002 годах.
В командном чемпионате мира по шахматам 1993 года и командном чемпионате Азии по шахматам 1993 и 1995 годов. В 1998 занял 4-7 место на чемпионате Азии по шахматам в Тегеране . В 2001 году он выиграл чемпионат мастеров в Абу-Даби. 

Загребельный регулярно комментирует трансляции главных шахматных турниров на сайте ChessPro.
| Год  | Город        | Турнир                        | + | − | = | Результат | Место |
| ---- | ------------ | ----------------------------- | - | - | - | --------- | ----- |
| 1992 | Манила       | 30-я олимпиада                | 7 | 1 | 3 | 8½ из 11  | 2 2   |
| 1993 | Куала-Лумпур | 10-й командный чемпионат Азии | 4 | 1 | 4 | 6 из 9    | 2     |
|      | Люцерн       | 3-й командный чемпионат мира  | 1 | 3 | 2 | 2 из 6    |       |
| 1994 | Москва       | 31-я олимпиада                | 4 | 1 | 8 | 8 из 13   |       |
| 1995 | Сингапур     | 11-й командный чемпионат Азии | 3 | 3 | 2 | 4 из 8    | 3     |
| 1996 | Ереван       | 32-я олимпиада                | 3 | 2 | 5 | 5½ из 10  |       |
| 1998 | Элиста       | 33-я олимпиада                | 2 | 2 | 2 | 3 из 6    |       |
| 2000 | Стамбул      | 34-я олимпиада                | 1 | 3 | 5 | 3½ из 9   |       |
| 2002 | Блед         | 35-я олимпиада                | 5 | 2 | 3 | 6½ из 10  |       |

## Изменения рейтинга
| Графики недоступны из-за технических проблем. См. информацию на Фабрикаторе и на mediawiki.org. |